# Palácio Rio Negro
Le Palácio Rio Negro (en français : Palais Rio Negro) est un palais situé à Petrópolis, dans une région montagneuse de l'État de Rio de Janeiro, au Brésil. Il s'agit de l'une des résidences officielles du président du Brésil, principalement utilisée comme lieu de retraite à la campagne.

## Histoire
En 1889, trois mois avant la proclamation de la République, Manoel Gomes de Carvalho, le Baron de Rio Negro, achète à la famille Klippel le terrain où sa résidence d'été est construite. Il fait appel à l'architecte italien Antonio Jannuzzi, un de ses amis, pour concevoir le palais, qui est achevé plus tard la même année. De Carvalho part s'installer à Paris en 1894, laissant le bâtiment inoccupé, et en février 1896, le palais et les bâtiments adjacents sont vendus à l'État de Rio de Janeiro pour servir de résidence officielle au gouverneur de l'État,.
En 1903, le palais est incorporé au gouvernement fédéral et devient la résidence d'été officielle des présidents du Brésil. Depuis lors, seize présidents ont utilisé le Rio Negro, notamment Rodrigues Alves, Afonso Pena, Nilo Peçanha, Hermes da Fonseca, Venceslau Brás, Epitácio Pessoa, Artur Bernardes, Washington Luiz, Getúlio Vargas, Gaspar Dutra, Café Filho, Juscelino Kubitschek, João Goulart, Costa e Silva, Fernando Henrique Cardoso, et plus récemment Luiz Inácio Lula da Silva,.
C'est sous l'administration d'Hermes da Fonseca que le palais a connaît son moment le plus brillant, avec le mariage du président et de Nair de Tefé, une des premières femmes caricaturistes.
Le président Getúlio Vargas a été un visiteur fréquent du palais. Il y a séjourné chaque été pendant ses 18 années au pouvoir.
Le palais est plus fréquemment utilisé lorsque la ville de Rio de Janeiro est encore la capitale du Brésil. Depuis le transfert du siège du gouvernement à la nouvelle capitale de Brasilia en 1960, l'utilisation du Palácio Rio Negro a fortement diminué. Le palais n'a pas du tout été utilisé dans les années 1970 et 1980, bien que le président Fernando Henrique Cardoso ait repris l'utilisation du palais pour de courtes vacances dans les années 1990. Aujourd'hui, le Palácio Rio Negro est rarement utilisé.